# Стена Аврелиана

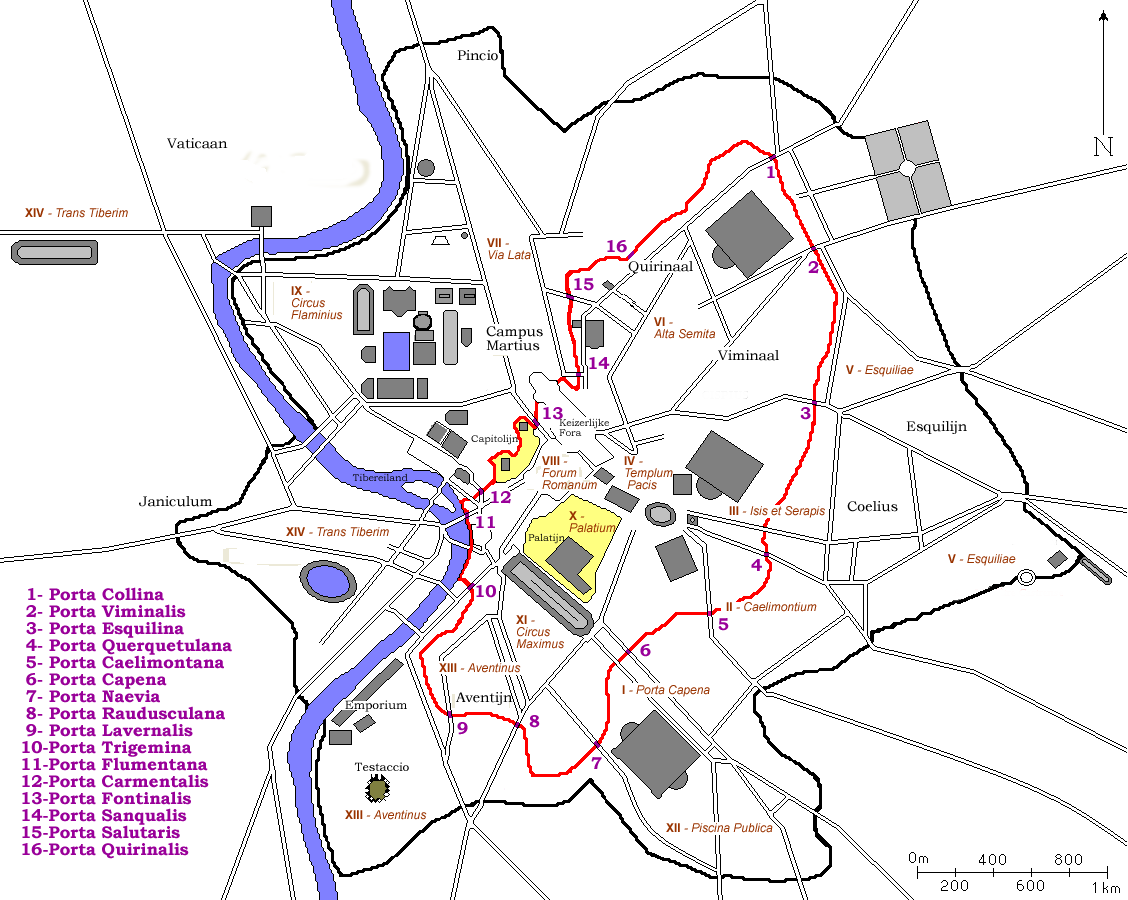
Стена Аврелиана обозначена чёрным

Стена Аврелиана (лат. Mura aureliane) — построена вокруг древнего Рима при императоре Аврелиане в 271—275 годах нашей эры, вокруг более древней Сервиевой стены. Внутри стены заключены семь холмов Рима, Марсово поле и район Трастевере на правом берегу Тибра (общая площадь — 13,7 км²).
Стены толщиной 3,4 м и периметром 19 км были построены из бетона и облицованы кирпичом как раз накануне Великого переселения народов. Башни располагались на расстоянии 30 метров друг от друга; их общее число доходило до 383. Высота стены при Аврелиане не превышала восьми метров; при Гонории в V веке она была надстроена вдвое против прежнего.
Готский король Тотила успел разобрать третью часть периметра стен, но даже в Средние века оставшиеся участки продолжали считаться солидным укреплением. В эпоху Ренессанса они были обновлены и отреставрированы (в частности, ворота Пия спроектировал сам Микеланджело). В Порта Сан-Себастьяно (откуда начинается Аппиева дорога) ныне действует музей Аврелиановых стен.

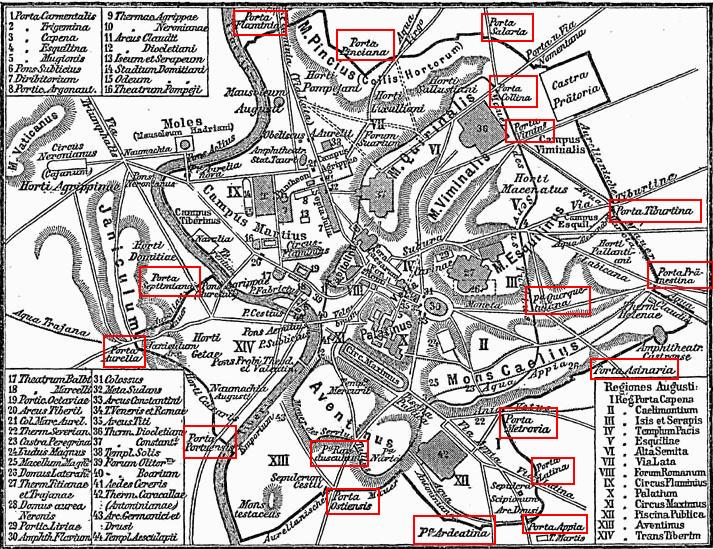
Карта древнего Рима; ворота в стенах обозначены красным
У подножия стены
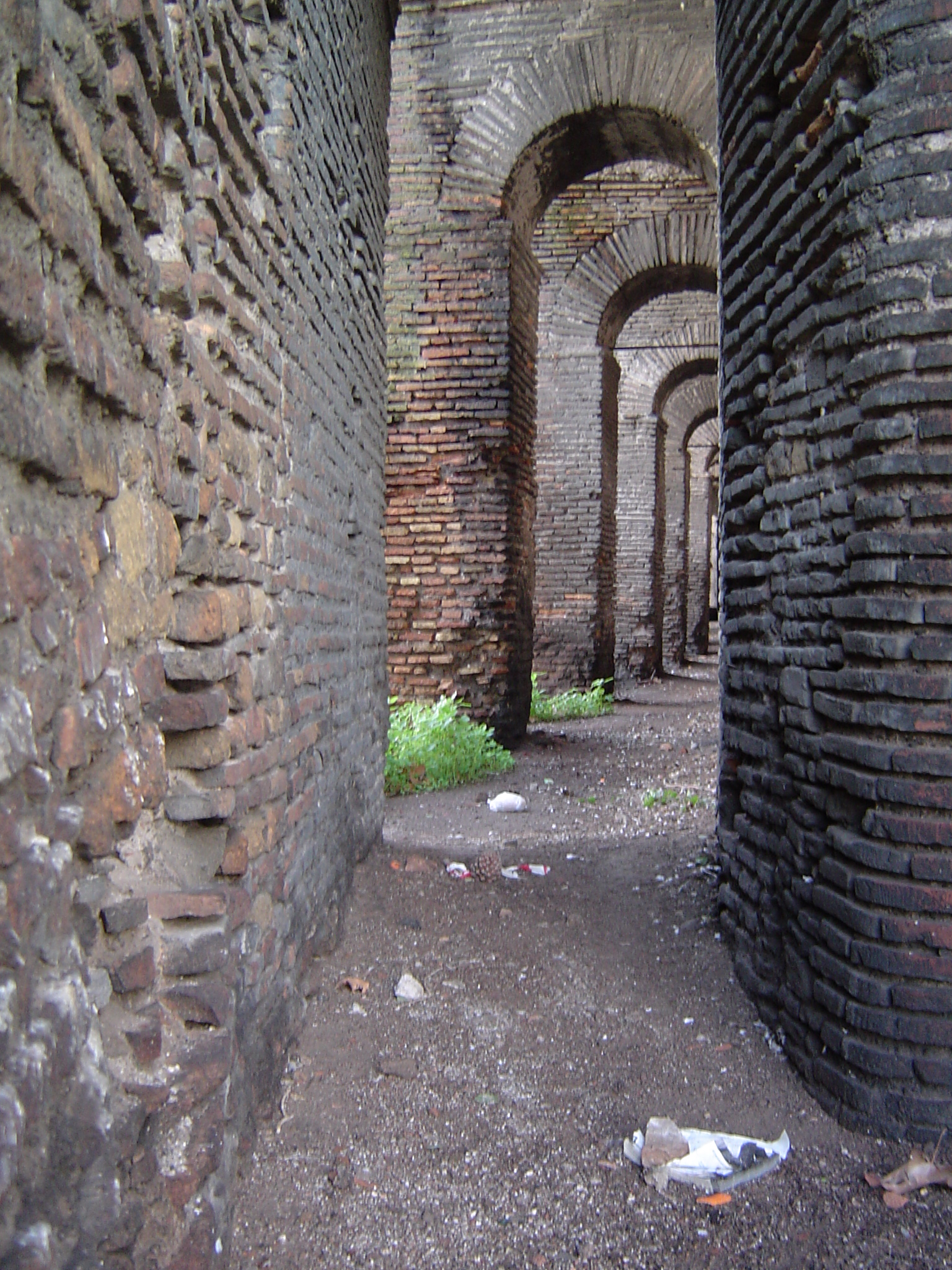
Проход для стражи
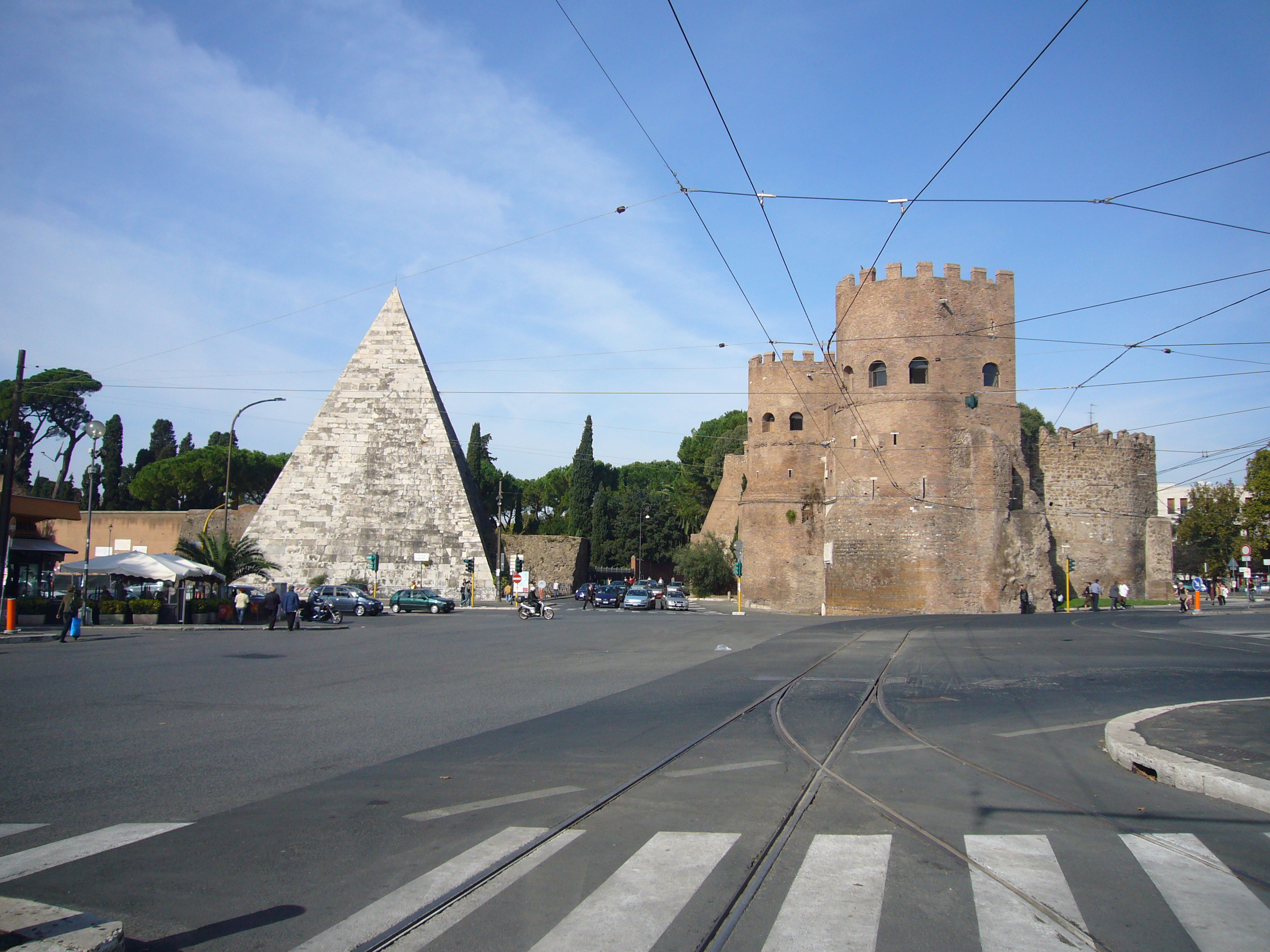
Ворота Сан-Паоло у пирамиды Цестия
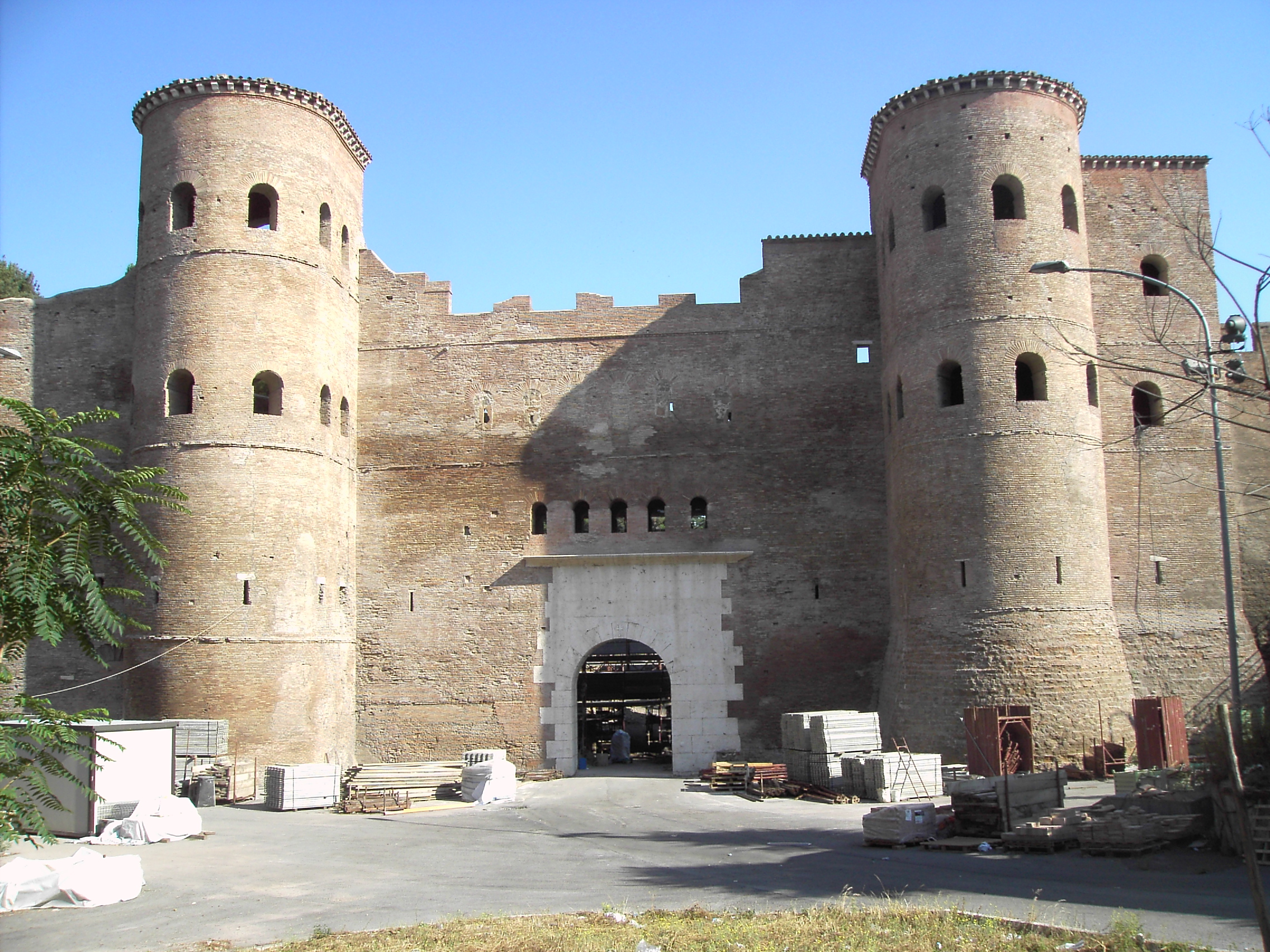
Ослиные ворота